# Seveners United Football Club
Seveners United Football Club é um clube de futebol de Vanuatu. Disputa atualmente a PVFA Championship, correspondente à segunda divisão nacional.
Disputou a primeira divisão pela última vez na temporada 2012–13.